# Ed Asner

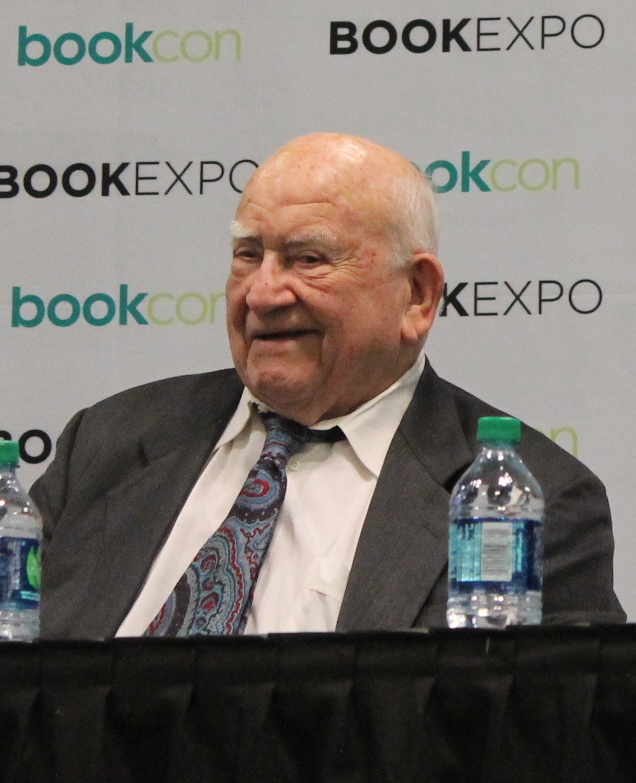
Ed Asner, 2017.

Eddie "Ed" Asner, född 15 november 1929 i Kansas City, Missouri, död 29 augusti 2021 i Los Angeles, Kalifornien, var en amerikansk skådespelare och röstskådespelare.

## Biografi
Asner började spela teater under sin tid vid college och uppträdde senare med kringresande teatersällskap, off-Broadway och i Shakespeareteatersällskap. Han filmdebuterade 1965 i Bas 3 Top Secret. Genom åren spelade han vanligtvis tuffingar, oftast med ett gott hjärta.
För svensk TV-publik blev han kanske mest känd som chefredaktören Lou Grant som han spelade under fem säsonger i TV-serien På första sidan (1977–1982) samt den egensinnige bagaren, pappa Axel Jordache i De fattiga och de rika som sändes i USA 1976–1977. Asner spelade även Lou Grant i komediserien The Mary Tyler Moore Show (1970–1977). Grant var då TV-stationschef.
Asner vann flera Emmy-utmärkelser, bland annat för Mary Tyler Moore, Rötter (1977) och På första sidan (1977).
Bland övriga filmer märks Illdåd i mörker (1970), Fort Apache, the Bronx (1980) och The Bachelor (1999).
Han var ordförande för fackföreningen Screen Actors Guild 1981–1985.

## Filmografi i urval
- 1961 – The Murder Men
- 1964–1965 – Krutrök (TV-serie) (2 avsnitt)
- 1965 – En röst i telefonen
- 1965 – Bas 3 Top Secret
- 1966 – Döden tar flyget
- 1967 – Vår man i Venedig
- 1967 – El Dorado
- 1967 – Mitt namn är Peter Gunn
- 1969 – Daughter of the Mind
- 1969 – Change of Habit
- 1970 – Man kallar mig MR. Tibbs!
- 1970–1977 – The Mary Tyler Moore Show (TV-serie) (166 avsnitt)
- 1970 – Vittne till ett mord
- 1971 – They Call it Murder
- 1971 – Ingen väg ut
- 1971 – Skin Game
- 1972 – Sam Cade
- 1972 – Paradis eller helvete
- 1973 – Police Story
- 1975 – Hey, I'm Alive
- 1975 – Death Scream
- 1976 – De fattiga och de rika
- 1976 – Gus - matchens hjälte
- 1977 – Bland de sina
- 1977 – The Life and Assassination of the Kingfish
- 1979 – En man för familjen
- 1981 – Fort Apache, The Bronx
- 1981 – Bara ett vanligt mord
- 1981 – Ett spöke till fru
- 1982 – Case of Libel
- 1983 – Daniel
- 1984 – Anatomy of an Illness
- 1986 – Tjuv i fårakläder
- 1986 – Tydliga tecken
- 1987 – Cracked Up
- 1987 – Pinocchio och nattens furste (röst)
- 1988 – A Friendship in Vienna
- 1990 – Den okända länken
- 1991 – 3 x 3 Ögon (OVA 1-4)
- 1991 – Visst finns tomten!
- 1991 – JFK
- 1991 – Precis på öret
- 1991 – Rätten till min dotter
- 1992 – Batman: The Animated Series (TV-serie) (röstroll, 4 avsnitt)
- 1992 – Misshugg
- 1992 – Silent Motive
- 1993 – Gypsy
- 1994 – Heads
- 1995–1997 – Freakazoid (TV-serie) (röstroll, 20 avsnitt)
- 1996 – Oskyldig?
- 1996 – Tell the Truth and Run: George Seldes and the American Press
- 1996 – Payback
- 1997 – Dog's Best Friend
- 1997 – The Long Way Home
- 1998 – Arkiv X (TV-serie) (1 avsnitt)
- 1998 – Hard Rain
- 1999 – The Bachelor
- 1999 – Fumbleheads
- 1999 – Common Ground
- 1999 – Torped i Chicago
- 2000 – Above Suspicion
- 2000 – Becoming Dick
- 2000 – Bring Him Home
- 2001 – Dharma & Greg (TV-serie) (1 avsnitt)
- 2001 – Gahan Wilson's The Kid
- 2003 – Missing Brendan
- 2003 – The Commission
- 2003 – Elf
- 2003 – The King and Queen of Moonlight Bay
- 2005 – Out of the Woods
- 2006 – The Christmas Card
- 2009 – CSI: New York (TV-serie) (1 avsnitt)
- 2009 – Upp (röst)
- 2013 – Law & Order: Special Victims Unit (TV-serie) (1 avsnitt)
- 2019 – Dead to Me (röst)
- 2020 – Blue Bloods (TV-serie) (1 avsnitt)